# تئودور ای. بورتون
تئودور ای. بورتون (به انگلیسی: Theodore E. Burton) سناتور سابق عضو حزب جمهوری‌خواه ایالات متحده آمریکا بود. وی در سال ۱۹۰۹ تا ۱۹۱۵ و ۱۹۲۸ تا ۱۹۲۹ میلادی سناتور ایالت اوهایو در سنای ایالات متحده آمریکا بود.